# Futbol'nyj Klub Krasnodar 2018-2019
Questa voce raccoglie rosa, risultati e statistiche del Krasnodar nella stagione 2018-2019.

## Stagione
La squadra finì la stagione al quarto posto, migliorando la terza posizione della stagione precedente. In Europa League sfiorò la vittoria del proprio girone, che sfumò all'ultima giornata contro il Siviglia; nella fase ad eliminazione diretta il cammino si interruppe agli ottavi al cospetto del Valencia.

## Maglie
| Manica sinistra · Manica sinistra · Maglietta · Maglietta · Manica destra · Manica destra · Pantaloncini · Calzettoni | Manica sinistra · Manica sinistra · Maglietta · Maglietta · Manica destra · Manica destra · Pantaloncini · Calzettoni · Calzettoni | Manica sinistra · Manica sinistra · Maglietta · Maglietta · Manica destra · Manica destra · Pantaloncini · Calzettoni · Calzettoni |

## Rosa
| N. |                        | Ruolo | Calciatore                       |
| -- | ---------------------- | ----- | -------------------------------- |
| 1  | Russia (bandiera)      | P     | Stanislav Kricjuk                |
| 3  | Islanda (bandiera)     | D     | Jón Guðni Fjóluson               |
| 4  | Bielorussia (bandiera) | D     | Aljaksandr Martynovič (capitano) |
| 5  | Serbia (bandiera)      | D     | Uroš Spajić                      |
| 6  | Ecuador (bandiera)     | D     | Cristian Ramírez                 |
| 7  | Brasile (bandiera)     | C     | Wanderson                        |
| 8  | Russia (bandiera)      | C     | Jurij Gazinskij                  |
| 9  | Russia (bandiera)      | A     | Ari                              |
| 10 | Russia (bandiera)      | A     | Fyodor Smolov                    |
| 11 | Russia (bandiera)      | C     | Dmitrij Skopincev                |
| 13 | Ucraina (bandiera)     | D     | Ihor Kalinin                     |
| 14 | Svezia (bandiera)      | C     | Kristoffer Olsson                |
| 15 | Ucraina (bandiera)     | D     | Nikolay Markov                   |
| 16 | Svezia (bandiera)      | C     | Viktor Claesson                  |
| 17 | Russia (bandiera)      | C     | Pavel Mamayev                    |

| N. |                         | Ruolo | Calciatore              |
| -- | ----------------------- | ----- | ----------------------- |
| 22 | Russia (bandiera)       | D     | Ivan Taranov            |
| 23 | Russia (bandiera)       | C     | Anatoli Katrich         |
| 33 | Uruguay (bandiera)      | C     | Mauricio Pereyra        |
| 39 | Russia (bandiera)       | P     | Matvej Safonov          |
| 47 | Russia (bandiera)       | D     | Daniil Utkin            |
| 50 | Russia (bandiera)       | D     | Artyom Golubev          |
| 70 | Georgia (bandiera)      | C     | Tornike Okriashvili     |
| 77 | Burkina Faso (bandiera) | C     | Charles Kaboré          |
| 85 | Russia (bandiera)       | A     | Ivan Ignatyev           |
| 88 | Russia (bandiera)       | P     | Andrei Sinitsyn         |
| 89 | Russia (bandiera)       | C     | Dmitrij Stockij         |
| 93 | Russia (bandiera)       | A     | Magomed-Šapi Sulejmanov |
| 98 | Russia (bandiera)       | D     | Sergej Petrov           |

## Risultati

### Prem'er-Liga
| Kazan' 29 luglio 2018 1ª giornata | Rubin | 2 – 1 referto | Krasnodar | Kazan Arena |

| Ekaterinburg 4 agosto 2018 2ª giornata | Ural | 1 – 2 referto | Krasnodar | Stadio Centrale |

| Ufa 13 agosto 2018 3ª giornata | Ufa | 0 – 1 referto | Krasnodar | Stadio Neftjanik |

| Krasnodar 18 agosto 2018 4ª giornata | Krasnodar | 0 – 1 referto | Spartak Mosca | Stadio FK Krasnodar |

| Orenburg 26 agosto 2018 5ª giornata | Orenburg | 1 – 1 referto | Krasnodar | Stadio Gazovik |

| Krasnodar 1º settembre 2018 6ª giornata | Krasnodar | 2 – 1 referto | Lokomotiv Mosca | Stadio FK Krasnodar |

| Kaspijsk 16 settembre 2018 7ª giornata | Anži | 0 – 4 referto | Krasnodar | Anži-Arena |

| Samara 24 settembre 2018 8ª giornata | Kryl'ja Sovetov Samara | 0 – 3 referto | Krasnodar | Samara Arena |

| Krasnodar 30 settembre 2018 9ª giornata | Krasnodar | 3 – 0 referto | Dinamo Mosca | Stadio FK Krasnodar |

| San Pietroburgo 7 ottobre 2018 10ª giornata | Zenit San Pietroburgo | 2 – 1 referto | Krasnodar | Stadio San Pietroburgo |

| Krasnodar 21 ottobre 2018 11ª giornata | Krasnodar | 0 – 1 referto | Achmat Groznyj | Stadio FK Krasnodar |

| Mosca 28 ottobre 2018 12ª giornata | CSKA Mosca | 1 – 2 referto | Krasnodar | Arena CSKA |

| Krasnodar 4 novembre 2018 13ª giornata | Krasnodar | 2 – 2 referto | Rostov | Stadio FK Krasnodar |

| Krasnodar 11 novembre 2018 14ª giornata | Krasnodar | 3 – 0 referto | Enisej | Stadio FK Krasnodar |

| Krasnodar 25 novembre 2018 15ª giornata | Krasnodar | 3 – 0 referto | Arsenal Tula | Stadio FK Krasnodar |

| Krasnodar 2 dicembre 2018 16ª giornata | Krasnodar | 2 – 0 referto | Ural | Stadio FK Krasnodar |

| Krasnodar 9 dicembre 2018 17ª giornata | Krasnodar | 1 – 1 referto | Ufa | Stadio FK Krasnodar |

| Mosca 3 marzo 2019 18ª giornata | Spartak Mosca | 1 – 1 referto | Krasnodar | Otkrytie Arena |

| Krasnodar 11 marzo 2019 19ª giornata | Krasnodar | 2 – 2 referto | Orenburg | Stadio FK Krasnodar |

| Mosca 17 marzo 2019 20ª giornata | Lokomotiv Mosca | 1 – 0 referto | Krasnodar | RŽD Arena |

| Krasnodar 31 marzo 2019 21ª giornata | Krasnodar | 5 – 0 referto | Anži | Stadio FK Krasnodar |

| Krasnodar 6 aprile 2019 22ª giornata | Krasnodar | 1 – 0 referto | Kryl'ja Sovetov Samara | Stadio FK Krasnodar |

| Chimki 14 aprile 2019 23ª giornata | Dinamo Mosca | 1 – 1 referto | Krasnodar | Arena Chimki |

| Krasnodar 20 aprile 2019 24ª giornata | Krasnodar | 2 – 3 referto | Zenit San Pietroburgo | Stadio FK Krasnodar |

| Groznyj 24 aprile 2019 25ª giornata | Achmat Groznyj | 1 – 1 referto | Krasnodar | Stadion imeni Achmat-Chadži Kadyrova |

| Krasnodar 28 aprile 2019 26ª giornata | Krasnodar | 2 – 0 referto | CSKA Mosca | Stadio FK Krasnodar |

| Rostov sul Don 5 maggio 2019 27ª giornata | Rostov | 1 – 1 referto | Krasnodar | Rostov Arena |

| Krasnojarsk 11 maggio 2019 28ª giornata | Enisej | 0 – 4 referto | Krasnodar | Stadio Centrale |

| Tula 19 maggio 2019 29ª giornata | Arsenal Tula | 0 – 3 referto | Krasnodar | Stadio Arsenal |

| Krasnodar 26 maggio 2019 30ª giornata | Krasnodar | 1 – 0 referto | Rubin | Stadio FK Krasnodar |

### Coppa di Russia
| Kursk 27 settembre 2018 Sedicesimi di finale | Avangard Kursk | 0 – 2 referto | Krasnodar | Stadio Trudovye rezervy |

| Samara 1º novembre 2018 Ottavi di finale | Kryl'ja Sovetov Samara | 1 – 2 referto | Krasnodar | Samara Arena |

| Krasnodar 5 dicembre 2018 Quarti di finale - andata | Krasnodar | 2 – 2 referto | Rostov | Stadio FK Krasnodar |

| Rostov sul Don 24 febbraio 2019 Quarti di finale - ritorno | Rostov | 1 – 0 referto | Krasnodar | Rostov Arena |

### Europa League

#### Fase a gironi
| Squadra              | Pt | G | V | N | P | GF | GS | DG  |
| -------------------- | -- | - | - | - | - | -- | -- | --- |
| Siviglia             | 12 | 6 | 4 | 0 | 2 | 18 | 6  | +12 |
| Krasnodar            | 12 | 6 | 4 | 0 | 2 | 8  | 8  | 0   |
| Standard Liegi       | 10 | 6 | 3 | 1 | 2 | 7  | 9  | -2  |
| Akhisar Belediyespor | 1  | 6 | 0 | 1 | 5 | 4  | 14 | -10 |

| Arbitro: | Ville Nevalainen |

|  |           |              |
|  | Marcatori | 26’ Claesson |

| Arbitro: | Martin Strömbergsson |

|                             |           |                   |
| Pereyra 72’ Okriashvili 88’ | Marcatori | 43’ (aut.) Kaboré |

| Arbitro: | Marco Guida |

|                        |           |         |
| Emond 47’ Laïfīs 90+3’ | Marcatori | 39’ Ari |

| Arbitro: | Aleksandar Stavrev |

|                              |           |             |
| Sulejmanov 79’ Wanderson 82’ | Marcatori | 19’ Carcela |

| Arbitro: | Ivaylo Stoyanov |

|                       |           |              |
| Gazinskij 49’ Ari 57’ | Marcatori | 24’ Serginho |

| Arbitro: | Daniel Stefański |

|                                      |           |  |
| Ben Yedder 5’, 10’ Banega 49’ (rig.) | Marcatori |  |

#### Sedicesimi di finale
| Krasnodar 14 febbraio 2019, ore 18:55 CET Andata | Krasnodar    | 0 – 0 referto | Bayer Leverkusen | Stadium Krasnodar (34 827 spett.)\| Arbitro: \| Davide Massa \| |
| Arbitro:                                         | Davide Massa |               |                  |                                                                 |

| Arbitro: | Gediminas Mažeika |

|              |           |                |
| Aránguiz 87’ | Marcatori | 84’ Sulejmanov |

#### Ottavi di finale
| Arbitro: | Orel Grinfeld |

|                  |           |              |
| Rodrigo 12’, 24’ | Marcatori | 63’ Claesson |

| Arbitro: | Anthony Taylor |

|                |           |              |
| Sulejmanov 85’ | Marcatori | 90+3’ Guedes |